# La Immaculada de Soult
La Immaculada de Soult, znana też jako Immaculata – barokowy obraz hiszpańskiego artysty Murilla
Jest przechowywany w Madryckim muzeum Prado.
Obraz został namalowany na prywatne zamówienie. Jest jedną z wielu wersji tematu Niepokalanego Poczęcia Maryi, które dotychczas przedstawiano jako spotkanie rodziców Maryi przy Złotej Bramie. Były też inne potrzeby namalowania tego dzieła. Od XIV propagowany był kult Niepokalanego Poczęcia oraz z powodu reformacji. Kult Maryjny był zagrożony, gdyż luteranie nie uznawali jej kultu.

## Opis
Obraz przedstawia Niepokalane Poczęcie Maryi, choć myli się go często z Wniebowzięciem. Artysta w tym obrazie odszedł od dotychczasowego przedstawiania dogmatu jako spotkania jej rodziców przy Złotej Bramie. Ukazał to w mistyczno-duchowy sposób. Maryja depcze węża, czyli pokonuje grzech pierworodny, od którego była wolna. U jej stóp znajdują się anioły przedstawione jako putta. Jeden z nich trzyma palmę męczeńską – symbol współcierpienia Maryi z Jezusem Chrystusem podczas jego śmierci. Drugi trzyma kwiaty: róże i lilie, symbole wolności od grzechu.

### Technika i sposób ujęcia
Obraz został namalowany techniką typową dla Murilla – olejem na płótnie. Został tu użyty lekki światłocień oraz ciepły koloryt. Subtelną urodę młodzieńczej Maryi artysta podkreślił delikatnym, malarskim ujęciem.Uzyskał też efekt, iż wydaje się, że Maryja jest większa niż w rzeczywistości. Dzieje się tak, dlatego że koloryt sukni jest zbliżony do kolorytu chmury na której stoi.